# Mũ phù thủy

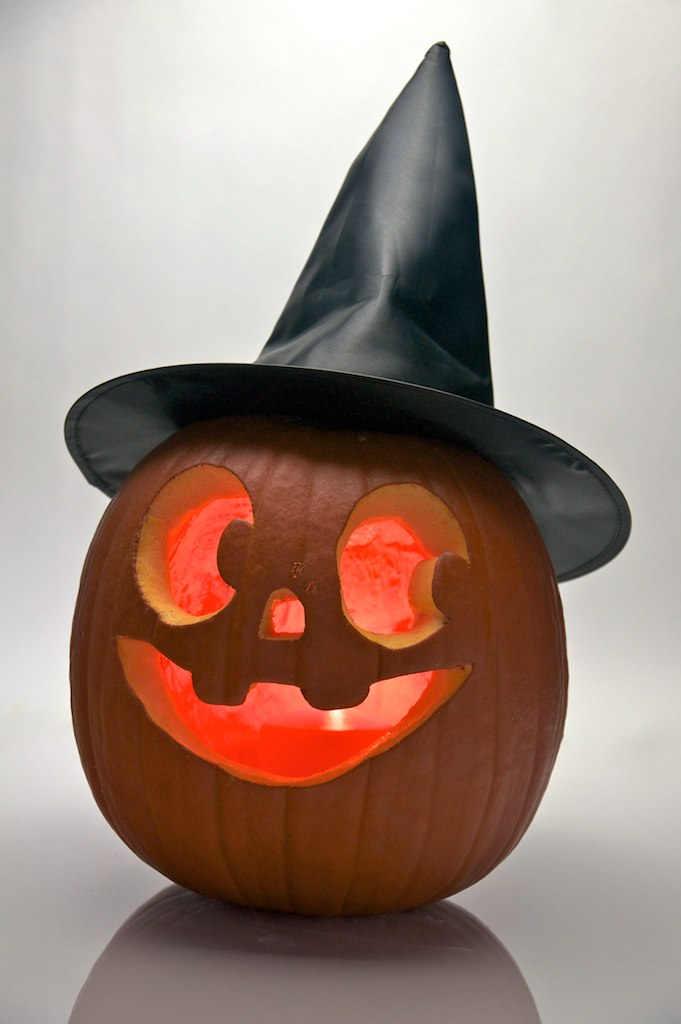
Trang trí mũ phù thủy trong dịp Halloween

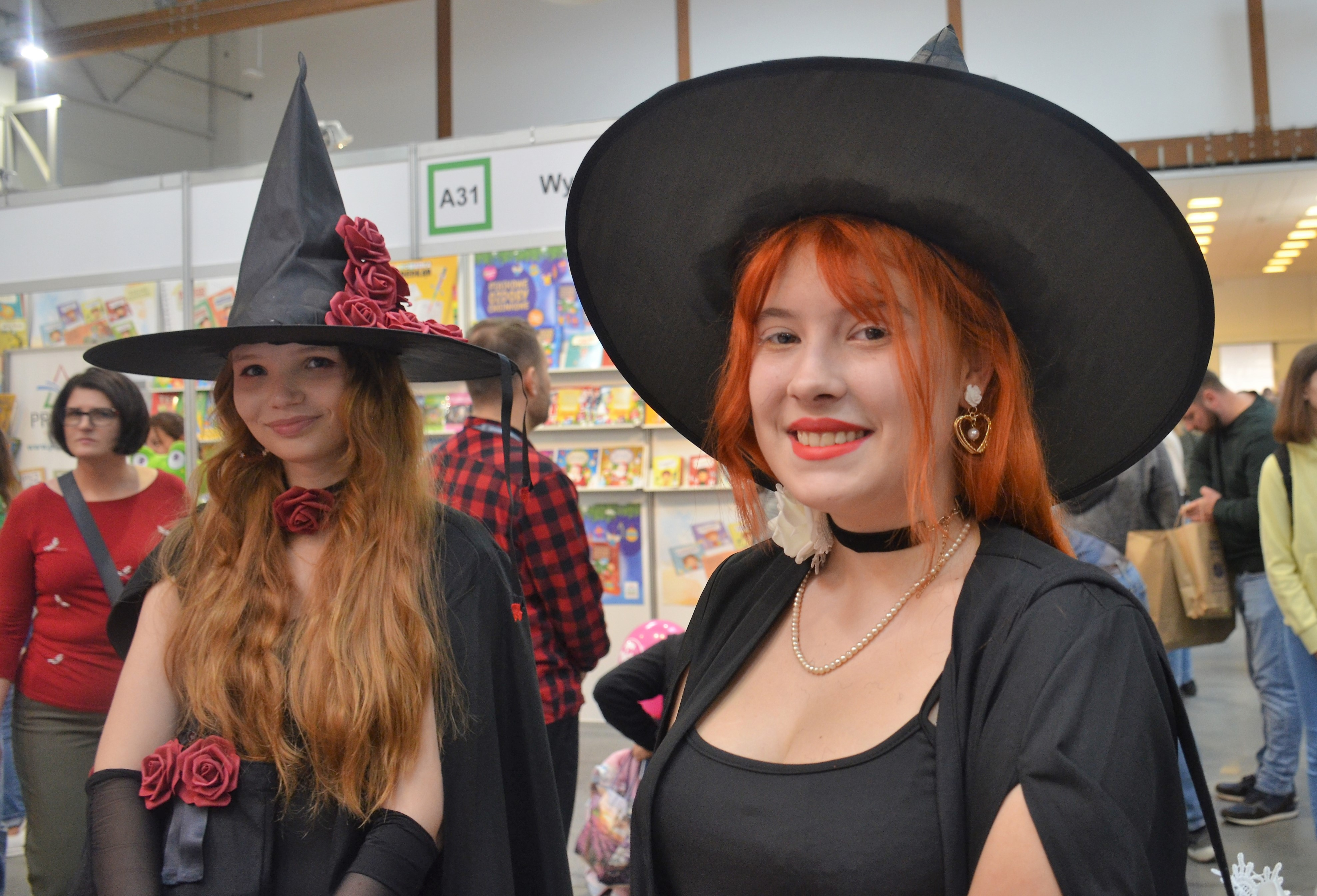
Hóa trang mụ phù thủy với chiếc mũ đặc trưng tại dịp Halloween tại Ba lan

Mũ phù thủy (Witch hat) là một kiểu mũ thường được các phù thủy châu Âu được đội trong những mô tả trong văn hóa đại chúng, chiếc mũ của phù thủy được đặc trưng bằng một chóp nhọn và một vành rộng, thường có màu đen (ngụ ý gắn với ma thuật đen). Ngày nay, mũ phù thủy là phụ kiện không thể thiếu trong mùa Halloween vì hình ảnh bà phù thủy với chiếc mũ chóp nhọn cùng cây chổi rơm xuyên suốt chiều dài lịch sử đã trở thành một phần của lễ Halloween. Phong cách nguyên bản mũ phù thủy với màu đen và chóp nhọn, sau này được cách điệu thành mũ phù thủy chóp cong, mũ phù thủy ngôi sao, mũ phù thủy có quấn duy băng.